# Коппи, Хильда
Хильда Коппи (нем. Hilde Coppi, урождённая Раке, Rake; 30 мая 1909, Берлин — 5 августа 1943, Плётцензее) — немецкая антифашистка, член движения Сопротивления во время Второй мировой войны, член организации «Красная капелла».

## Биография
Хильда Раке родилась 30 мая 1909 года и выросла в центральном районе Берлина Митте. Её мать держала небольшой магазин по продаже изделий из кожи. Окончив профессиональное училище, Хильда устроилась на работу ассистентом и проработала на этой должности до 1939 года.
Затем она устроилась на работу клерком в Имперский институт государственного страхования наемных работников (RFA) в Берлине-Вильмерсдорфе. Ещё в 1933 году она вступила в общение с членами Коммунистической партии Германии и помогала им в подпольной работе. В 1940 году Хильда познакомилась с Гансом Коппи, бывшим заключенным концентрационного лагеря в Ораниенбурге и борцом сопротивления.
14 июня 1941 года они поженились. С началом войны Третьего рейха против СССР Хильда начала слушать по радио передачи из Москвы, во время которых перечислялись адреса немецких военнопленных, благодаря чему она могла сообщить их родственникам, что они живы. Это было особенно важно, так как нацистская пропаганда утверждала, что в СССР расстреливают военнопленных.
Также по радио Хильда осуществляла связь разных групп «Красной капеллы». Вместе с мужем она участвовала в акции расклеивания плакатов в Берлине против антисоветской пропагандистской выставки «Советский рай».

### Арест и казнь
Ганс и Хильда Коппи были арестованы 12 сентября 1942 года. На момент ареста она была беременна, и 27 ноября 1942 года в женской тюрьме на Барнимштрассе в Берлине родила сына, Ганса Коппи-младшего. 22 декабря 1942 года Ганса Коппи казнили через повешение. Хильду должны были казнить 20 января следующего года. Однако за неё и нескольких женщин было подано прошение о помиловании, которое в июле 1943 года было отклонено лично Адольфом Гитлером. Хильда Коппи была обезглавлена 5 августа 1943 года в тюрьме Плёцензее в Берлине.

## Память
В берлинском районе Тегель на Зейдельштрассе, 23 также установлена мемориальная доска с именами Ганса и Хильды Коппи.
Имена Ганса и Хильды Коппи присвоены ряду школ, гимназий и улиц в городах Германии.
Мировая премьера фильма «От Хильды с любовью» режиссёра Андреаса Дрезена состоится в феврале 2024 года в рамках 74-го Берлинского международного кинофестиваля. Роль Хильды исполнила Лив Лиза Фрис.